# 수전 메이 프랫
수전 메이 프랫(Susan May Pratt, 1974년 2월 8일 ~ )은 미국의 배우이다.

## 출연 작품

### 영화
- 백색지대 2 (1998, The Substitute 2: School's Out)
- 치즈 케익 블랙 커피 (1998, No Looking Back)
- 내가 널 사랑할 수 없는 10가지 이유 (1999)
- 테크노 스와핑 (1999)
- 열정의 무대 (2000)
- Undermind (2003)
- 어드리프트 (2006)
- Who's Your Monkey? (2007)
- Death Artists, Inc. (2012) - 단편
- 더 기프트 (2015) - 론다 라이언 역

### 텔레비전
- CSI: 과학수사대 (2004)